# Васюково (Бежецкий район)
Васюково (карел. Vas’ukova) — деревня в Бежецком районе Тверской области, административный центр Васюковского сельского поселения.

## География
Деревня находится в 15 километрах к югу от районного центра Бежецка.

## История
В конце XIX — начале XX века деревня входила в состав Сукроменской волости Бежецкого уезда Тверской губернии. 
С 1929 года деревня являлась центром Васюковского сельсовета Бежецкого района Бежецкого округа Московской области, с 1935 года — в составе Калининской области, с 2005 года — центр Васюковского сельского поселения.
В годы Советской Власти — центральная усадьба колхоза им. Н.К. Крупской.

## Население
| 1859 | 1887 | 1920 | 1997 | 2008 | 2010 |
| ---- | ---- | ---- | ---- | ---- | ---- |
| 191  | ↗220 | ↘219 | ↗333 | ↘330 | ↘323 |

## Инфраструктура
В деревне имеются основная общеобразовательная школа (построена в 1985 году), фельдшерско-акушерский пункт, дом культуры, отделение почтовой связи.